# XUL
A XUL (XML User Interface Language) egy XML alapú, felhasználói felület készítésére alkalmas jelölőnyelv, amit a Mozilla Alapítvány fejlesztett ki. A Mozilla platformfüggetlen alkalmazásaiban működik, például a Firefoxban. Jelenleg csak a Gecko böngészőmotor tartalmazza a XUL teljes megvalósítását. A XUL több létező webes szabványon és technológián alapul, mint például a CSS, a JavaScript és a DOM.

## Felhasználása
Több helyen is használják a XUL-t, de általában Firefox kiterjesztésekben találkozhatunk vele: ezek a kiterjesztések extra funkciókat adnak a böngészőhöz, gyakran űrlapokat, eszköztárakat, legördülő menüket jelenítenek meg.

## Példa kód

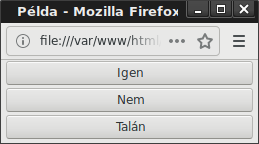
A példaprogram kimenete

Ez a kód három egymás alatt elhelyezkedő gombot jelenít meg, az eredmény a képen látható. A példaprogram elkészítéséhez hozzunk létre egy .xul kiterjesztésű fájlt, ebbe másoljuk bele a kódot, majd mentsük el. Indítsunk el egy Gecko motorral működő webböngészőt (például a Firefoxot), és nyissuk meg az elmentett fájlt.
```
<?xml version="1.0"?>

<?xml-stylesheet href="chrome://global/skin/" type="text/css"?>

<window
 
id=
"vbox example"
 
title=
"Példa"

xmlns=
"http://www.mozilla.org/keymaster/gatekeeper/there.is.only.xul"
>

  
<vbox>

    
<button
 
id=
"igen"
 
label=
"Igen"
/>

    
<button
 
id=
"nem"
 
label=
"Nem"
/>

    
<button
 
id=
"talan"
 
label=
"Talán"
/>

  
</vbox>

</window>

```

## Külső hivatkozások
- A XUL dokumentációja Archiválva 2018. október 6-i dátummal a Wayback Machine-ben a Mozilla Fejlesztői Központban (referencia)